# Вооружённые силы Таиланда
Вооружённые силы Таиланда (тайск. กองทัพไทย) — совокупность войск Таиланда, предназначенная для защиты свободы, независимости и территориальной целостности государства. Состоят из сухопутных войск, военно-морских сил, военно-воздушных сил и пограничной полиции.

## История
В разное время Таиланд воевал против Франции, Японии, Вьетнама, Лаоса, Камбоджи.
В 1893 году имела место франко-сиамская война.
Во время первой мировой войны Сиам сначала сохранял нейтралитет, но 22 июля 1917 года - присоединился к странам Антанты. В сентябре 1917 года началось формирование экспедиционного корпуса для отправки на Западный фронт.
В 1930—1940-х годах армия строилась по законам наступательной тактики. 
Во время второй мировой войны в 1940-1941 гг. имела место франко-тайская война.
В июле 1950 года правительство Таиланда отправило усиленный пехотный батальон в Корею (который участвовал в Корейской войне).
Таиланд принимал участие в войне во Вьетнаме. В 1970—1980-х годах с помощью США осуществлена программа перевооружения вооружённых сил, а с середины 1990-х годов программа полного реформирования и переоснащения. 
На рубеже 1987-1988 гг. имел место пограничный конфликт между Таиландом и Лаосом.
В 1999 - 2002 гг. войска Таиланда находились в Восточном Тиморе.
В 2003 - 2004 гг. Таиланд принимал ограниченное участие в войне в Ираке.
В январе 2004 года начались боевые действия в южном Таиланде.
Также войска страны принимали участие в нескольких миротворческих операциях ООН (в этих миротворческих операциях погибли 10 военнослужащих Таиланда).
В июле 2025 года начался камбоджийско-тайский пограничный конфликт.

## Современное состояние
На 1 января 2022 года численность вооружённых сил составляла 360,85 тыс. человек, ещё 93,7 тыс. служили в других военизированных формированиях, в резерве находилось 200 тыс. человек. Комплектование вооруженных сил - по призыву и на контрактной основе, срок службы - 24 месяца. Призывной возраст — 21 год. Предельный возраст резервистов — 55 лет. Призыву не подлежат юноши, имеющие рост менее 160 см и вес менее 50 кг.
В вооружении армии Таиланда США играет главную роль: поставка вооружения, оснащение предприятий по производству вооружения и боеприпасов, замена старого вооружения, обучение специалистов.